# Jürgen Wild
Jürgen Wild (* 26. August 1961) ist ein deutscher Industriemanager. Nach seiner Zeit als Offizier des Truppendienstes der Bundeswehr war er CEO von Cegelec Deutschland (2001–2004), VA Tech Elin EBG (2004/05), Austrian Energy & Environment (2005–2008) und M+W Group (2008–2013). Von April 2014 bis Juni 2021 war Wild Geschäftsführer der RAG-Stiftung Beteiligungsgesellschaft. Derzeit ist er als Unternehmensberater tätig. Zudem arbeitet er für mehrere Beteiligungsunternehmen, die Elektrobetriebe in Deutschland aufkaufen. Hierzu hat er mit seinem Sohn eine Firma  gegründet, um die Elektrobetriebe zu vereinen.

## Leben

### Offizier bei der Bundeswehr
Wild war für zwölf Jahre Soldat auf Zeit bei der Bundeswehr. Er durchlief die Offizierausbildung zum Offizier der Panzertruppe des Heeres und studierte Maschinenbau und Luft- und Raumfahrttechnik an der Universität der Bundeswehr München (Diplom-Ingenieur). Wild war u. a. Zugführer und Kompaniechef in der Panzertruppe und schied mit dem Dienstgrad eines Hauptmanns der Reserve aus.

### Karriere als Manager
Nach seiner Verpflichtungszeit begann Wild eine Karriere in der freien Wirtschaft. 1991 ging er zum französischen Energieunternehmen Alstom in Nürnberg. Von 1998 bis 2001 war er Senior Vice President für den internationalen Kraftwerksservice von Alstom Power Generation in Paris. Er war zuständig für Europa, den Mittleren Osten und Afrika. Nach dieser Tätigkeit wurde Wild Deutschlandchef mit Zuständigkeiten für den außereuropäischen Bereich des französischen Anlagen- und Automatisierungstechnikkonzerns Cegelec in Frankfurt am Main. Anfang 2004 wurde er Senior Vice President für Marketing und Vertrieb der Cegelec Group in Brüssel.
Ende 2004 wurde er Mitglied des Vorstandes des österreichischen Technologiekonzerns VA Technologie AG und Vorsitzender des Vorstandes der dazugehörigen Infrastruktursparte Elin EBG in Linz. Im Jahr 2005 wurde er in den Gesamtvorstand von Siemens Österreich gewählt. Wenig später verließ er den Konzern, um im Dezember 2005 Vorstandsvorsitzender des Systemanbieters Austrian Energy & Environment AG in Raaba bei Graz zu werden. Ab 2008 war er für sechs Jahre Vorstandsvorsitzender des deutschen Anlagenbauers M+W Group GmbH in Stuttgart, dessen Eigentümer der österreichische Investor Georg Stumpf ist.
Danach machte sich Wild als Unternehmensberater selbstständig. Seit 2014 ist er Co-Geschäftsführer der neugegründeten RAG-Stiftung Beteiligungsgesellschaft mbH in Essen, in die er auf Betreiben von Werner Müller bestellt wurde.

### Tätigkeit in weiteren Gremien
Wild ist derzeit Aufsichtsratsmitglied von SAG-Gruppe (seit 2013) in Langen und von SolarWorld (seit 2014) in Bonn. Er war von 2006 bis 2008 Mitglied des Verwaltungsrates der Von Roll Umwelttechnik AG und der Von Roll Inova Holding AG in Zürich, Schweiz.
Er ist Mitglied weiterer Gremien: So ist  Wild im International Advisory Board des UCL Energy Institute in London. In seiner Funktion als CEO wurde er Unterstützer der Stiftung 2°, einer klimapolitischen Initiative von Managern und Unternehmern. Er war Gründungsmitglied der Denkfabrik Desertec Industrial Initiative und ist im Managing Committee des Ostasiatischen Vereins.
Wild nahm in der Vergangenheit u. a. am Jahrestreffen des Weltwirtschaftsforums in Davos teil.

## Familie
Wild lebt in Vaucresson bei Paris; er ist verheiratet und Vater von zwei Kindern. Er spricht Deutsch, Englisch und Französisch.